# Кряж (Пермский край)
Кряж — деревня в Пермском крае России. Входит в Чусовской городской округ.

## Географическое положение
Деревня расположена в центральной части округа на левом берегу реки Лысьва примерно в 2 километрах на запад от посёлка Лямино.

## Климат
Климат умеренно континентальный. Среднегодовая температура воздуха колеблется около 0 градусов, среднемесячная температура января — −16 °C, июля — +17 °C, заморозки отмечаются в мае и сентябре. Высота снежного покрова достигает 80 см. Продолжительность залегания снежного покрова 170 дней. Продолжительность вегетационного периода 118 дней. В течение года выпадает 500—700 мм осадков.

## История
Основана в 1924 году. 
С 2004 до 2019 гг. деревня входила в Калинское сельское поселение Чусовского муниципального района.

## Население
Постоянное население деревни составляло 103 человек в 2002 году (84 % русские), 89 человек в 2010 году. 